# ГЕС Куробегава III/Шін-Куробегава III
ГЕС Куробегава III/Шін-Куробегава III (黒部川第三発電所/新黒部川第三発電所) – гідроелектростанція в Японії на острові Хонсю. Знаходячись між ГЕС Куробегава IV (вище по течії) та ГЕС Куробегава II/Шін-Куробегава II, входить до складу каскаду на річці Куробе, яка у місті Куробе впадає до затоки Тояма (Японське море). 
В межах проекту річку перекрили бетонною гравітаційною греблею висотою 44 метра та довжиною 77 метрів, яка потребувала 37 тис м3 матеріалу. Вона утримує невелике водосховище з площею поверхні лише 0,06 км2 і об’ємом 682 тис м3, з яких до корисного об’єму відносяться 246 тис м3. Від греблі живляться два машинні зали, споруджені за однаковою схемою з різницею у два десятиліття. 
Зал Куробегава ІІІ, введений в експлуатацію у 1945 році, живиться через тунель довжиною 5,6 км з діаметром 3,7 метра, який переходить у три напірні водоводи довжиною по 0,5 км зі спадаючим діаметром від 3,5 до 1,4 метра. На нього також працює вирівнювальний резервуар висотою 69 метрів з діаметром 5,7 метра. Запущений в 1963-му зал Шін-Куробегава ІІІ отримує воду через тунель довжиною 5,3 км з діаметром 3,9 метра, який переходить у напірний водовід довжиною 0,45 км зі спадаючим діаметром від 3,9 до 1,7 метра. В цій системі наявний вирівнювальний резервуар висотою 68 метрів з діаметром 5 метрів.
У першому залі працюють три турбіни типу Френсіс загальною потужністю 99 МВт (номінальна потужність станції рахується як 81 МВт), які використовують напір у 278 метрів. Другий зал обладнали двома турбінами типу Френсіс загальною потужністю 120 МВт (номінальна потужність станції рахується як 105 МВт), котрі використовують напір у 269 метрів.
Відпрацьована вода із першого залу одразу потрапляє назад до річки, тоді як у випадку з Шін-Куробегава III вона відводиться по тунелю довжиною 0,3 км з діаметром 5,6 метра.
Видача продукції відбувається по ЛЕП, розрахованій на роботу під напругою 154 кВ.